# Пулево (дем Мустафчово)
Пулево или Гюни махалеси (на гръцки: Προσήλιο, Просилио) е село в Западна Тракия, Гърция в дем Мустафчово (Мики).

## История
Според Любомир Милетич към 1912 година Гюнели е помашко село в Даръдерската каза.